# Jimmie Fidler
Jimmie Fidler (ur. 26 sierpnia 1898 w St. Louis w stanie Missouri, zm. 9 sierpnia 1988) – amerykański publicysta, dziennikarz i osobowość radiowa i telewizyjna.

## Wyróżnienia
Posiada swoją gwiazdę na Hollywoodzkiej Alei Gwiazd.